# Patrimônio (Alta Córsega)
Patrimônio (em francês, Patrimonio e em corso, Patrimoniu) é uma comuna francesa na região administrativa da Córsega, no departamento de Alta Córsega. Estende-se por uma área de 17,46 km². 